# Åsa-Nisse i popform
Åsa-Nisse i popform är en svensk komedifilm från 1964 i regi av Börje Larsson.
Filmen hade premiär 28 augusti 1964.

## Handling[2]
Popen har kommit till Knohult. Åsa-Nisse har uppfunnit en raketbrevlåda, och experimenterar för att få två gulor i samma hönsägg. Klabbarparn sjunger för hönorna. Sjökvisten köper ett par specialägg av Nisse. Popstjärnan Ronnie Ray kommer tillbaka till Småland efter en lång världsturné. Senare blir Klabbarparn blåst på sina ägor av en skum säljare. Nisse och han kommer över en väska med pengar. Popartisterna Jan Rohde och Suzie medverkar. Suzies medverkan är extra intressant, hon sjunger nämligen en ska-låt redan samma år som Millie Small gjorde denna musikstil känd i Europa med hiten "My Boy Lollipop".

## Om filmen
Klipp ur filmen ingår i kavalkadfilmen Sarons ros och gubbarna i Knohult från 1968.

## Rollista[4]
- John Elfström - Åsa-Nisse
- Artur Rolén - Klabbarparn
- Brita Öberg - Eulalia
- Mona Geijer-Falkner - Kristin
- Gustaf Lövås - Sjökvist
- Sif Ruud - Mia, pensionatsvärdinna
- Thor Hartman - Ronnie, popsångare
- Thomas Svanfeldt - Pelle, Ronnies bror
- Inga Brink - grevinnan Betty Gyllenstöör
- Lis Nilheim - Kristina, Bettys dotter
- Manne Grünberger - Holmström, bondfångare
- Hilding Rolin - Hansson, teaterdirektör
- Lissi Alandh - expedit i hattaffär
- Eric Gustafsson - herr Lind
- Elsa Ebbesen - fru Lind
- Dagmar Olsson - kund i hattaffären
- Per Elam - Bengt Hammar, Kristinas fästman
- Gösta Krantz - Valter, bov
- Stellan Agerlo - Oscar, bov
- Suzie - popsångerska
- Jan Rohde - popsångare
- Gösta Jonsson - landsfiskal Klöverhage
- Rolf Bengtsson - Ronnies manager
- Frithiof Bjärne - grävmaskinisten
- Stig Johanson - dumperföraren

## Musik i filmen[5]
- Kristina, Kristina, Kristina, kompositör Charles Redland, text Sven Paddock
- Donna Maria, kompositör J. Morell, text Al Sandström
- I Leave my Heart in Your Hand, kompositör Sven Åkesson med hjälp av G. Vein och Beverly Hill
- My Cup of Tea, kompositör Sven Åkesson med hjälp av G. Vein och Beverly Hill
- En gammal visa, kompositör Artur Rolén
- Marimba, kompositör Johnny Waard, text Al Sandström, Frogman
- Spökklockan, kompositör Charles Redland